# بکلی
بکلی (به انگلیسی: Beckley) یک روستا در بریتانیا است که در Beckley and Stowood واقع شده‌است. بکلی ۶۰۸ نفر جمعیت دارد.